# NGC 532
NGC 532 је спирална галаксија у сазвежђу Рибе која се налази на NGC листи објеката дубоког неба.
Деклинација објекта је + 9° 15' 51" а ректасцензија 1h 25m 17,1s. Привидна величина (магнитуда) објекта NGC 532 износи 13,1 а фотографска магнитуда 13,9. NGC 532 је још познат и под ознакама UGC 982, MCG 1-4-56, CGCG 411-55, IRAS 01226+0900, PGC 5264.